# Andrés Manso
Andrés Manso (La Rioja, España – Chaco, Bolivia, 1565) fue un conquistador y explorador español del siglo XVI.

## Biografía
En 1538 participó en la expedición de Pedro Anzúrez de Camporredondo al Chaco (Bolivia). Como delegado del Virrey Cañete llegó a las orillas del río Guapay (Bolivia) para disputar las conquistas y la ciudad de Nueva Asunción a Ñuflo de Chaves, fundador de esta última. En 1560 el virrey Andrés Hurtado de Mendoza dio su apoyo a Chaves, quien apresó a Andrés Manso y envió a La Plata de la Nueva Toledo, la mayoría de sus soldados pasaron a las filas de Ñuflo de Chaves, entre ellos destacaba Juan de Garay.
Puesto en libertad Andrés Manso fundó el asentamiento de Santo Domingo de la Nueva Rioja a las orillas del río Condorillo (actual río Parapetí), asentamiento que en 1561 fue atacado y destruido por los indios chiriguanos. Andrés Manso murió en un ataque a manos de los chiriguanos.